# Proprietăți intensive și extensive
Proprietățile fizice sau chimice ale materialelor și sistemelor pot fi adesea clasificate ca fiind fie intensive, fie extensive, în funcție de modul în care proprietatea se schimbă atunci când mărimea sistemului se modifică.
Termenii „mărimi intensive și extensive” au fost introduși în fizică de către matematicianul german Georg Helm în 1898 și de către fizicianul și chimistul american Richard C. Tolman în 1917.
Conform Uniunii Internaționale de Chimie Pură și Aplicată (IUPAC), o proprietate intensivă sau mărime intensivă este una a cărei valoare este independentă de mărimea sistemului.
O proprietate intensivă nu este neapărat distribuită omogen în spațiu; poate varia din loc în loc într-un corp de materie și radiații. Exemple de proprietăți intensive sunt temperatura, T, indicele de refracție, n, densitatea, ρ, duritatea, η etc.
O proprietate extensivă sau mărime extensivă este una a cărei valoare este aditivă pentru subsisteme.
Example sunt masa, volumul, entropia etc.
Nu toate proprietățile materiei se încadrează în aceste două categorii. De exemplu, rădăcina pătrată a volumului nu este nici intensivă, nici extensivă. Pentru două subsisteme identice valoarea unei proprietăți extensive este de două ori mai mare decât valoarea sa din fiecare subsistem. Însă proprietatea {\displaystyle {\sqrt {V}}} este proporțională cu {\displaystyle {\sqrt {2}}}.

## Proprietăți intensive
O proprietate intensivă este o mărime fizică a cărei valoare nu depinde de cantitatea de substanță care a fost măsurată. Cele mai evidente mărimi intensive sunt rapoartele mărimilor extensive. Într-un sistem omogen împărțit în două jumătăți toate proprietățile sale extensive, în special volumul și masa, sunt distribuite între cele două jumătăți. Toate proprietățile sale intensive, cum ar fi masa volumică (densitatea) sau volumul masic, rămân aceleași în fiecare jumătate.
Temperatura unui sistem în echilibru termic este aceeași cu temperatura oricărei părți a acestuia, deci temperatura este o mărime intensivă. Dacă sistemul este împărțit de un perete permeabil la căldură sau la materie, temperatura fiecărui subsistem este identică. În plus, temperatura de fierbere a unei substanțe este o proprietate intensivă. De exemplu, temperatura de fierbere a apei la o presiune de o atmosferă, este de 100 °C indiferent de cantitatea de apă rămasă lichidă.
Orice mărime extensibilă E dintr-o probă poate fi raportată la volumul probei, pentru a deveni „densitatea E” pentru probă. Similar, orice mărime extensibilă E poate fi raportată la masa probei, pentru a deveni „E masică” a probei. Mărimile extensibile E care au fost raportate la numărul de moli din proba lor sunt denumite „E molare”.
Distincția între proprietățile intensive și extensive are unele utilizări teoretice. De exemplu, în termodinamică starea unui sistem compresibil simplu este complet precizată de două proprietăți independente, intensive, împreună cu o proprietate extensibilă, cum ar fi masa. Alte proprietăți intensive sunt derivate din acele două variabile intensive.

### Exemple de proprietăți intensive
Exemple de proprietăți intensive sunt:
- capacitatea termică masică, cv și cp
- concentrația, c
- conductivitatea electrică
- conductivitatea termică
- culoarea[7]
- densitatea energiei, ρ
- densitatea masei, ρ
- densitatea sarcinii, ρ (sau ne)
- energia internă masică, u
- indicele de refracție
- molalitatea, m sau b
- permeabilitatea magnetică, μ
- potențialul chimic, μ
- potențialul de reducere,[8] E°
- presiunea, p
- punctul de topire și cl de fierbere[8]
- rotația specifică, [α]
- temperatura, T
- tensiunea superficială
- viscozitatea
- viteza v sau w
- volumul masic, v

## Proprietăți extensive
O proprietate extensivă este o mărime fizică a cărei valoare este proporțională cu mărimea sistemului pe care îl descrie, sau cu cantitatea de materie din sistem. De exemplu, masa unei probe este o mărime extensivă; depinde de cantitatea de substanță. Mărimea intensivă aferentă este densitatea, care este independentă de cantitate. Densitatea apei este de aproximativ 1 g/mL indiferent dacă se ia în considerare o picătură de apă sau o piscină, dar masa este diferită în cele două cazuri.
Raportarea unei proprietăți extensive la o altă proprietate extensivă dă în general o valoare intensivă. De exemplu, masa (extensivă) raportată la volum (extensiv) dă densitatea (intensivă).

### Exemple de proprietăți extensive
Exemple de proprietăți extensive sunt:
- cantitatea de substanță (moli), n
- capacitatea termică, Cv și Cp
- energia internă, U
- energia liberă Gibbs, G
- energia liberă Helmholtz, A saur F
- entalpia, H sau I
- entropia, S
- masa, m
- rigiditatea arcurilor, K
- Volumul, V